# Jochen Cassel
Jochen Cassel (* 9. August 1981) ist ein deutscher Manager und ehemaliger Badmintonspieler. Er ist Chief Financial Officer beim Energiewende-Unternehmen Enpal. Zuvor hatte er Führungspositionen u. a. bei Zalando, ProSiebenSat1 und Joyn inne.

## Sportliche Erfolge
Jochen Cassel gewann international unter anderem die Bahrain International, Iceland International, Mauritius International und die Israel International. In seiner Heimat Deutschland wurde er 2007 und 2008 mit dem 1. BC Bischmisheim Mannschaftsmeister. In den Einzeldisziplinen konnte er bei den Deutschen Meisterschaften mehrfach Silber und Bronze erringen.
| Saison    | Veranstaltung                     | Disziplin    | Platz | Name |
| --------- | --------------------------------- | ------------ | ----- | --- |
| 1996/1997 | Deutsche Einzelmeisterschaft U16  | Herrendoppel | 1     | Jochen Cassel / Clemens Rocholl (1. BC Westpfalz Hütschenhausen / SV Spaichingen)                                                                                                 |
| 1996/1997 | Deutsche Einzelmeisterschaft U16  | Herreneinzel | 2     | Jochen Cassel (BCW Hütschenhausen) |
| 1997/1998 | Deutsche Einzelmeisterschaft U17  | Mixed        | 2     | Jochen Cassel (BCW Hütschenhausen) / Caren Hückstädt (SG Empor Brandenburger Tor)                                                                                                 |
| 1997/1998 | Deutsche Einzelmeisterschaft U17  | Herrendoppel | 1     | Jochen Cassel / Björn Joppien (1. BC Westpfalz Hütschenhausen / FC Langenfeld) |
| 1997/1998 | Deutsche Einzelmeisterschaft U17  | Herreneinzel | 2     | Jochen Cassel (BCW Hütschenhausen) |
| 1998/1999 | Deutsche Einzelmeisterschaft U19  | Herrendoppel | 1     | Jochen Cassel / Björn Joppien (1. BC Westpfalz Hütschenhausen / FC Langenfeld) |
| 1998/1999 | Deutsche Einzelmeisterschaft U19  | Herreneinzel | 2     | Jochen Cassel (BCW Hütschenhausen) |
| 1998/1999 | Deutsche Einzelmeisterschaft U22  | Herreneinzel | 2     | Jochen Cassel (BCW Hütschenhausen) |
| 1999/2000 | Deutsche Einzelmeisterschaft U22  | Mixed        | 3     | Jochen Cassel / Martenstein (BCW Hütschenhausen /) |
| 1999/2000 | Deutsche Einzelmeisterschaft U19  | Herrendoppel | 1     | Jochen Cassel / Jan Junker (1. BC Westpfalz Hütschenhausen) |
| 1999/2000 | Deutsche Einzelmeisterschaft U19  | Herreneinzel | 2     | Jochen Cassel (BCW Hütschenhausen) |
| 2001      | Iceland International             | Herrendoppel | 1     | Jochen Cassel / Ingo Kindervater |
| 2002/2003 | Deutsche Einzelmeisterschaft      | Mixed        | 2     | Jochen Cassel / Sandra Marinello (Post SV Ludwigshafen / SC Union 08 Lüdinghausen)                                                                                                |
| 2002/2003 | Deutsche Einzelmeisterschaft      | Herrendoppel | 2     | Joachim Tesche / Jochen Cassel (FC Langenfeld / Post SV Ludwigshafen) |
| 2003      | Australian Open                   | Herrendoppel | 2     | Jochen Cassel / Joachim Tesche |
| 2003/2004 | Deutsche Einzelmeisterschaft      | Herrendoppel | 2     | Joachim Tesche / Jochen Cassel (1. BC Bischmisheim / TuS Wiebelskirchen) |
| 2004/2005 | Deutsche Einzelmeisterschaft      | Herrendoppel | 3     | Jochen Cassel / Tim Dettmann (TuS Wiebelskirchen / SG EBT Berlin) |
| 2004/2005 | Deutsche Einzelmeisterschaft      | Mixed        | 2     | Jochen Cassel / Birgit Overzier (TuS Wiebelskirchen / 1. BC Beuel) |
| 2006      | Irish Open                        | Herrendoppel | 1     | Thomas Tesche / Jochen Cassel |
| 2006/2007 | Deutsche Mannschaftsmeisterschaft | Mannschaft   | 1     | 1. BC Bischmisheim (Kristof Hopp, Michael Fuchs, Jochen Cassel, Thomas Tesche, Vladislav Druzchenko, Xu Huaiwen, Kathrin Piotrowski)                                              |
| 2006/2007 | Deutsche Einzelmeisterschaft      | Herrendoppel | 3     | Jochen Cassel / Thomas Tesche (1. BC Bischmisheim) |
| 2007      | Bahrain International             | Herrendoppel | 1     | Jochen Cassel / Thomas Tesche |
| 2007      | Israel International              | Herrendoppel | 1     | Jochen Cassel / Thomas Tesche |
| 2007      | Mauritius International           | Herrendoppel | 1     | Jochen Cassel / Thomas Tesche |
| 2007/2008 | Deutsche Mannschaftsmeisterschaft | Mannschaft   | 1     | 1. BC Bischmisheim (Jochen Cassel, Vladislav Druzchenko, Michael Fuchs, Kristof Hopp, Kęstutis Navickas, Marcel Reuter, Roman Spitko, Thomas Tesche, Xu Huaiwen, Johanna Persson) |
| 2007/2008 | Deutsche Einzelmeisterschaft      | Herrendoppel | 3     | Jochen Cassel / Thomas Tesche (1. BC Bischmisheim) |